# Chaetosciadium trichospermum
Chaetosciadium trichospermum là một loài thực vật có hoa trong họ Hoa tán. Loài này được (L.) Boiss. mô tả khoa học đầu tiên năm 1872.